# جوني دي
جوني دي هو مغني كندي، ولد في 20 أكتوبر 1961 في مونتريال في كندا.

## وصلات خارجية
- جوني دي على موقع ميوزك برينز (الإنجليزية)
- جوني دي على موقع ديسكوغز (الإنجليزية)
- جوني دي على موقع ديسكوغز (الإنجليزية)